# Julija Brazauskienė
Julija Brazauskienė (ur. 1932, zm. 16 kwietnia 2011 w Wilnie) – litewska lekarka pulmonolog, pierwsza dama Republiki Litewskiej.

## Życiorys
Ukończyła studia na Uniwersytecie Medycznym w Kownie i prowadziła praktykę lekarską.
W 1958 poślubiła Algirdasa Brazauskasa i w 1959 urodziły im się córki bliźniaczki Audronė i Laima. Od 25 listopada 1992 jej mąż był przewodniczącym Sejmu, a następnie od 25 lutego 1993 do 25 lutego 1998 był prezydentem, zaś od 2001 do 2006 premierem. Ich małżeństwo ostatecznie zakończyło się rozwodem w 2002.
Zmarła po długoletniej chorobie 16 kwietnia 2011 i została pochowana na cmentarzu na Kojranach w Wilnie.